# Đái tháo nhạt
Đái tháo nhạt, đái tháo lạt, bệnh tiểu đường insipidus (DI) là một tình trạng đặc trưng bởi một lượng lớn nước tiểu loãng và tăng cảm giác khát. Lượng nước tiểu được cơ thể sản xuất có thể là gần 20 lít mỗi ngày. Giảm uống chất lỏng ít ảnh hưởng đến nồng độ của nước tiểu. Các biến chứng có thể bao gồm mất nước hoặc co giật.
Có bốn loại DI, mỗi loại có một nguyên nhân khác nhau. DI trung tâm (CDI) là do thiếu hormone vasopressin (hormone chống bài niệu). Điều này có thể là do tổn thương vùng dưới đồi hoặc tuyến yên hoặc di truyền. Đái tháo nhạt nephrogenic  (NDI) xảy ra khi thận không đáp ứng đúng với vasopressin. Đái tháo nhạt dipsogen là do cơ chế khát bất thường ở vùng dưới đồi trong khi đái tháo nhạt thai kỳ chỉ xảy ra khi mang thai. Chẩn đoán thường dựa trên xét nghiệm nước tiểu, xét nghiệm máu và xét nghiệm thiếu nước. Đái tháo đường là một tình trạng riêng biệt với một cơ chế không liên quan đến bệnh này, mặc dù cả hai có thể dẫn đến việc sản xuất một lượng lớn nước tiểu.
Điều trị bao gồm uống đủ chất lỏng để ngăn ngừa mất nước. Các phương pháp điều trị khác phụ thuộc vào loại bệnh. Điều trị bệnh đái tháo nhạt trung tâm và đái tháo nhạt thai kỳ với desmopressin. Đái tháo nhạt nephrogenic có thể được điều trị bằng cách giải quyết nguyên nhân cơ bản hoặc sử dụng thiazide, aspirin hoặc ibuprofen. Số ca mắc bệnh đái tháo nhạt mới mỗi năm là 3 trên 100.000. Đái tháo nhạt trung tâm thường bắt đầu ở độ tuổi từ 10 đến 20 và xảy ra ở nam và nữ như nhau. Đái tháo nhạt nephrogenic có thể bắt đầu ở mọi lứa tuổi.

## Dấu hiệu và triệu chứng
Đi tiểu quá nhiều và khát nước quá mức và tăng lượng chất lỏng uống vào (đặc biệt là nước lạnh và đôi khi là nước đá) là điển hình cho bệnh đái tháo nhạt. Các triệu chứng của đi tiểu nhiều và cực kỳ khát tương tự như những triệu chứng của bệnh đái tháo đường không được điều trị, với sự khác biệt là nước tiểu của người đái tháo nhạt không chứa glucose. Tầm nhìn mờ đi là rất hiếm. Dấu hiệu mất nước cũng có thể xuất hiện ở một số cá nhân, vì cơ thể không thể bảo tồn được nhiều (nếu có) lượng nước cần thiết.
Bệnh nhân đi tiểu nhiều kéo dài suốt ngày đêm. Ở trẻ em, đái tháo nhạt cũng có thể cản trở sự thèm ăn uống, tăng cân và tăng trưởng. Bệnh nhân có thể bị sốt, nôn hoặc tiêu chảy. Người lớn bị đái tháo nhạt không được điều trị có thể vẫn khỏe mạnh trong nhiều thập kỉ miễn là đủ nước được tiêu thụ để bù đắp tổn thất qua nước tiểu. Tuy nhiên, có nguy cơ mất nước liên tục và mất kali có thể dẫn đến hạ kali máu.